# Liste des hauts-commissaires du Royaume-Uni au Bangladesh
Les pays appartenant au Commonwealth of Nations échangent généralement des High Commissioners, plutôt que des Ambassadors. Bien qu'il existe quelques différences techniques et historiques, ils sont maintenant dans la pratique le même office. Les personnes suivantes ont servi de haut-commissaire britannique à la république populaire du Bangladesh.

## Liste des hauts-commissaires

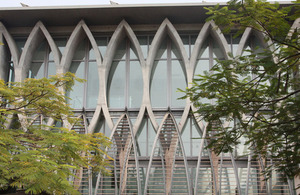
British High Commission in Dhaka

- 1972–1975 : Anthony Golds
- 1975–1978 : Barry Smallman
- 1978–1980 : Stephen Miles
- 1980–1981 : Michael Scott
- 1981–1983 : Frank Mills
- 1983–1989 : Terence Streeton
- 1989–1993 : Colin Imray
- 1993–1996 : Peter Fowler
- 1996–2000 : David Walker
- 2000–2004 : David Carter
- 2004–2008 : Anwar Choudhury
- 2008–2011 : Stephen Evans
- 2011–2015 : Robert Gibson
- 2016– présent : Alison Blake[1]